# Voyria rosea
Espèce
Classification APG III (2009)
Synonymes
selon tropicos :
- Lita rosea (Aubl.) Willd.
- Voyria rhodochroa Sandwith[1]

selon le GBIF :
- Lita rosea (Aubl.) Forsyth fil.
- Lita rosea (Aubl.) Willd.
- Voyria rhodochroa Sandwith[2]

Voyria rosea est une espèce de plante herbacées mycohétérotrophes endémique du plateau des Guyanes, appartenant à la famille des Gentianaceae.

## Description
Voyria rosea est une herbacée haute de 10-20 cm.
Les tiges sont de couleur rouge saumon.
L'inflorescence ne comporte qu'une fleur.
Les fleurs sont 4-5-mères avec le calice rougeâtre, ailé à caréné, long de 4-6 mm, des lobes longs de 2-3 mm et une corolle jaune, longue de 12-16 mm.
Les étamines avec un appendice velu à la base des thèques.
L'ovaire est subsessile et dépourvu de glandes.
Le fruit est une capsule indéhiscentes.
Les graines sont subglobuleuses,.

## Répartition
On rencontre Voyria rosea du Venezuela à la Guyane en passant par le Guyana et le Suriname, dans les forêts à 0-800 m d'altitude,.

## Écologie
Voyria rosea est saisonnièrement commun (janvier à octobre), dans les forêts de terre ferme.
Voyria rosea a été étudiée sous divers aspects :
- la morphologie de son pollen[5]
- la biologie de sa reproduction[6],[7]
- sa relation symbiotique/parasitique avec ses champignons hôtes[8],[9],[10],[11],[12],[13]
- sa classification phyllogénétique[14],[15]

## Usage
Aublet rapporte en 1775 (probablement par erreur) que le tubercule de Voyria rosea était consommé par les Garipons, cuit sous la braise, et avait un goût rappelant la pomme de terre.

## Protologue

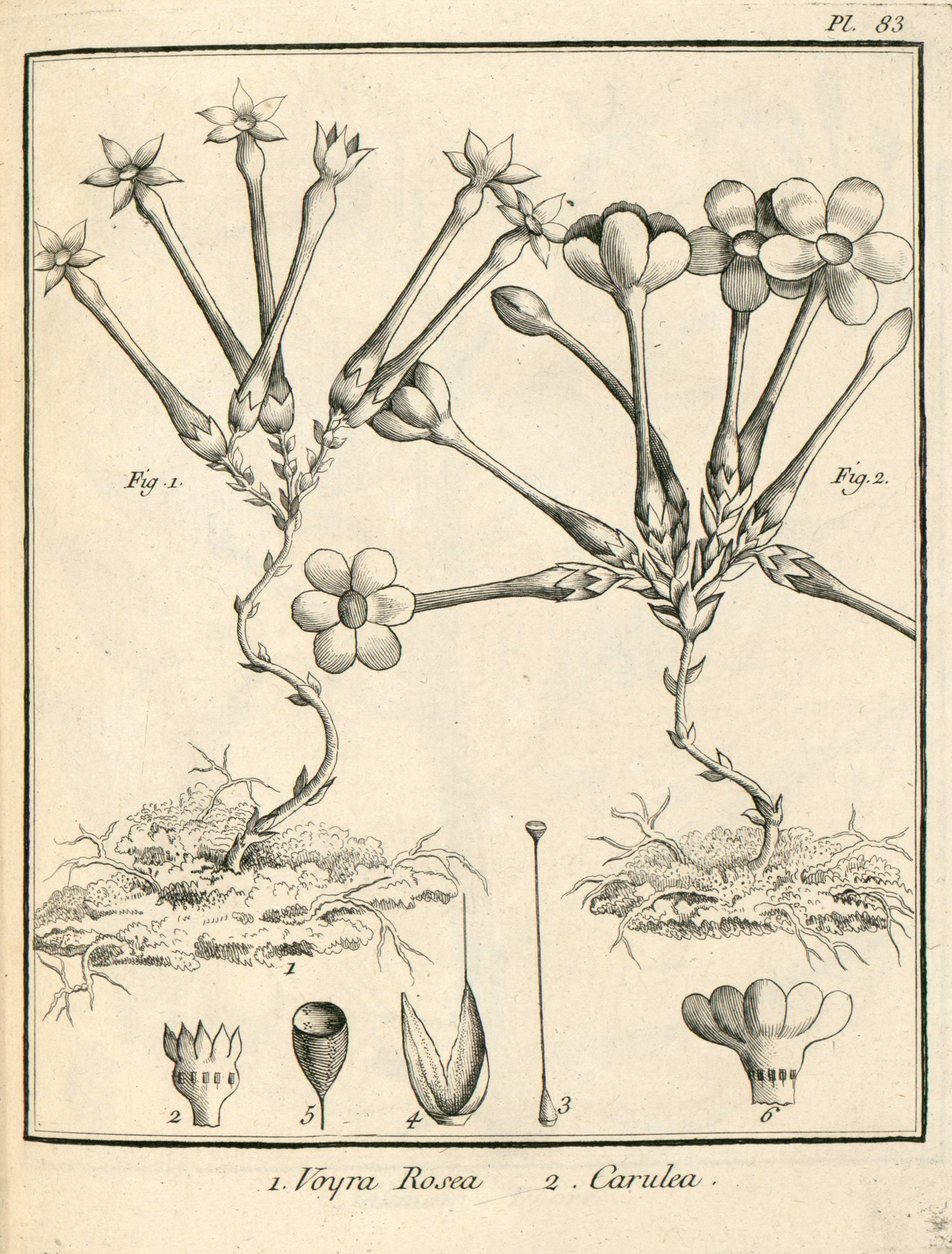
Voyria rosea (Fig. 1.) et Voyria caerulea (Fig. 2.) par Aublet (1775) :
Planche 83. - Fig. 1. Voyria rosea - 1. Tubercule. - 2. Corolle ouverte. Étamines. - 3. Diſque. Ovaire. Style. Stigmate. - 4. Capſule ouverte en deux valves. - 5. Capſule coupée en travers, dans laquelle on voit quatre rangs de ſemences. - Fig. 2. Voyria caerulea - 6. Corolle ouverte. Étamines.

En 1775, le botaniste Aublet en a proposé le protologue suivant :
« 1. Voyria (roſea) floribus geminatis ; laciniis corollæ acutis. (TABULA 83. Fig. 1.)
Planta perennis. Radix tuberoſa, ampla, fibras ramoſas hinc & indè emittens. Caulis tetragonus, ſimplex, in terra deliteſcens, nodoſus. Squamulæ acutæ, baſi amplexicaules. Rami tres, quatuor aut quinque, unciales, nodoſi, ſquamoſi, biflori, rariſſimè uniflori. Corolla incarnata; limbo quinquefido, lobis acutis.
Radix cocta edulis, guſtu ſaporem ſolani tuberoſi eſculenti refert.
Florebat Maio.
Habitat in ſylvis territorii Aroura.
LA VOYERE incarnate. (Planche 83. Fig. 1.)
Petite plante dont on n'apperçoit que les fleurs à la ſurface de la terre, & dont les rameaux qui les portent ſont peu apparents, & ſortent d'une tige cachée dans la terre: qui a pour racine un tubercule charnu, garni de fibres, enfoncé d'environ un pied de profondeur. Cette tige eſt noueuſe, à quatre angles, garnie à chaque nœud de deux petites écailles oppoſées, & unies enſemble par leurs baſes ; ces écailles ſont pointues, charnues, caſſantes. La tige à ſa ſortie de la terre ſe diviſe en pluſieurs branches, qui ſont le plus ſouvent au nombre de quatre. Ces branches ont à peine un pouce de long, & ſont également noueuſes, mais les nœuds ſont plus rapprochés, & les écailles plus grandes. Chaque branche porte deux fleurs, rarement une ſeule, & toutes ne ſont pas en même temps épanouies.
Le calice eſt à ſa baſe embraſſé par deux, & quelquefois par trois écailles. Il eſt fort court, renflé, d'une ſeule pièce diviſée en cinq petites lanières ou dentelures.
La corolle eſt d'une ſeule pièce : c'eſt un tube renflé par le bas qui diminue en ſortant du calice, & s'allonge d'un pouce & demi ; la il ſe renfle de nouveau, s'arrondit, & forme au deſſous des diviſions de ſon pavillon un étranglement d'environ une ligne de hauteur : ce pavillon eſt diviſé en cinq lobes aigus, juſques à l'ouverture du tube. La corolle eſt couleur de roſe.
Les étamines ſont au nombre de cinq, ſans filets apparents, attachées à la paroi du renflement ſupérieur du tube. Les anthères ſont jaunes, oblongues & creuſées d'un ſillon dans leur milieu.
Le piſtil eſt un ovaire oblong qui naît du fond du calice, entouré d'un petit diſque, & de la baſe de la corolle, qui ſubſiſte même après la maturité, ſurmonté d'un long style grêle, terminé par un stigmate large & évaſé. L'ovaire devient une capsule qui s'ouvre en deux valves, dont chacune porte à ſes bords un placenta chargé de semences très menues comme de la pouſſière.
La racine, qui eſt un tubercule de forme irrégulière de la groſſeur du poing, plus ou moins, eſt blanche en dedans, & couverte d'une peau rouſſâtre.
Les Garipons mangent cette racine cuite ſous la braiſe ; elle m'a paru par ſon goût ne pas différer des pommes de terre. Elle eſt nommée VOYRIA par les Garipons.

Cette plante croît dans les forêts de haute futaie aux environs d'Aroura, ou elle étoit en fleur dans le mois de Mai. »
— Fusée-Aublet, 1775.